# Rudolph the Red-Nosed Reindeer: The Movie
Rudolph the Red-Nosed Reindeer: The Movie es una película de animación estadounidense, producida en 1998 por GoodTimes Entertainment y Rudolph Productions.
Está inspirada en las canciones "Maravillosa Navidad", interpretada por The Wings, y "Rodolfo el reno de la nariz roja".

## Argumento
Rodolfo, hijo de uno de los renos favoritos de Santa Claus, sueña con ir junto a él en el trineo. Pero sus compañeros de clase se burlan de él por el color de su nariz, un rojo muy brillante, y su admirador sólo es una rena atractiva, con el nombre de Zoey. Herido por los amigos de la clase y acusado injustamente por el poder de su nariz, Rodolfo huye al desierto del Polo Norte, donde se encuentra con un oso polar llamado Leonard y un fastidioso zorro llamado Coco. Pero cuando su pequeña amiga Zoey es capturada por la malvada Tormentina, reina de hielo, Rodolfo junto a sus nuevos amigos, decide ir a rescatarla. Mientras tanto, Santa Claus se prepara para cancelar el vuelo el día antes de Navidad, debido a la fuerte tormenta que le impide ver el camino. Rodolfo vuelve entonces para ayudarlo a salvar la Navidad.

## Reparto
| Personaje        | Actor de voz original     | Actor de doblaje                 |
| ---------------- | ------------------------- | -------------------------------- |
| Rudolph          | Kathleen Barr             | Carlos Íñigo                     |
| Rudolph          | Eric Pospisil             | Eduardo Curiel (niño)            |
| Rudolph          | Eric Pospisil             | Alondra Hidalgo (bebé)           |
| Susie            | Myriam Sirois             | Maggie Vera                      |
| Susie            | Vanessa Morley (niña)     | Gaby Ugarte (niña)               |
| Santa Claus      | John Goodman              | Francisco Colmenero              |
| Tormentina       | Whoopi Goldberg           | Laura Torres                     |
| Saeta            | Christopher Gray          | Alejandro Illescas               |
| Mitzi            | Debbie Reynolds           | Rocío Garcel                     |
| Sra. Claus       | Debbie Reynolds           | Sylvia Garcel                    |
| Srta. Lucero     | Debbie Reynolds           | Magda Giner                      |
| Audaz            | Matt Hill                 | Enzo Fortuny                     |
| Audaz            | Christopher Gray (niño)   | Ariadna Rivas (niño)             |
| Coco, el zorro   | Eric Idle                 | Humberto Vélez                   |
| Pingüi           | Lee Tockar                | Armando Réndiz                   |
| Chobby, el gnomo | Lee Tockar                | Benjamín Rivera                  |
| Pirueta          | Alec Willows              | Benjamín Rivera                  |
| Leonardo, el oso | Bob Newhart               | Alejandro Villeli                |
| Mamá de Zoey     | Elizabeth Carol Savenkoff | Patricia Quintero                |
| Hada Aurora      | Elizabeth Carol Savenkoff | Cony Madera                      |
| Hada Aurora      | Elizabeth Carol Savenkoff | María de Jesús Terán (canciones) |
| Hada Destello    | Cathy Weseluck            | Mónica Villaseñor                |
| Hada Destello    | Cathy Weseluck            | Maggie Vera (canciones)          |
| Hada Brillo      | Myriam Sirois             | Sylvia Garcel                    |
| Hada Brillo      | Myriam Sirois             | Rocío Garcel (canciones)         |
| Hada Centella    | Kathleen Barr             | Pilar Escandón                   |
| Brioso           | Paul Dobson               | Arturo Mercado                   |
| Danzarín         | Terry Klassen             | Irwin Daayán                     |
| Saeta            | Desconocido               | Ivan Rozas                       |
| Saltín           | Desconocido               | Elisa Ardiles                    |
| Presentación     | N/A                       | Francisco Colmenero              |

## Curiosidades
- En la portada VHS, Rodolfo tenía un brillo en sus ojos y su nariz, al igual que Zoey, curiosamente, en el lado de la vhs, la misma imagen de Rodolfo no tenía un brillo en los ojos o la nariz, y Rudolph ni Zoey tenían un brillo en sus ojos en la película, sin embargo, durante una escena musical, los ojos de Rodolfo parecen muy brillantes
- El actor de voz Scott McNeil|Scott McNeilm , originalmente grabada pistas para Slyly y Leonard, pero fue reemplazado en la producción con Eric Idle y Bob Newhart.